# Доля меньшинства
Доля (интерес) меньшинства — доля дочернего общества в капитале компании, принадлежащая миноритарным акционерам, и не обеспечивающая владельцам этой доли контроля над деятельностью дочернего общества. Долю меньшинства составляет та часть чистых результатов деятельности и чистых активов дочерней компании, которая приходится на долю, которой материнская компания не владеет прямо или косвенно через дочерние компании.
Доля в уставном капитале, принадлежащая миноритарным акционерам, может определяться двумя способами:
- Как процент голосующих акций, не принадлежащая мажоритарному акционеру, в их общем количестве. Этот вариант определения доли может быть применён только акционерными обществами при условии равенства номинала выпущенных акций.
- Как процент уставного капитала, не принадлежащая мажоритарному акционеру, в его общей величине[1].

## Определение процента неконтролирующей доли
В ситуации, когда группа состоит из двух компаний и компания «А» владеет 75 % компании «Б». Процент неконтролирующей доли будет составлять 100-75 %=25 %.
В ситуации, когда группа состоит из трёх компаний: компания «А» владеет 56 % компании «Б» (которая контролирует 23 % компании «D») и 78 % компании «В» (которая контролирует 37 % компании «D»). Процент формального контроля компаний компания «А» над компании «D» можно определить так: 56 % * 23 % + 78 % * 37 % = 41,74 %. Однако с неформальной точки зрения эта ситуации выглядит иначе. Так как компания «А» владеет компаниями «Б» и «В», которые в свою очередь владеют вместе компанией «D» (23 % + 37 % = 60 %), компания «А» может принимать решения в компании «D».

## Консолидация
В консолидированном бухгалтерском балансе доля меньшинства должна быть представлена отдельно от обязательств и акционерного капитала. При проведении консолидации, когда присутствует доля меньшинства, необходимо учесть следующие моменты:
- при элиминировании инвестиций в дочернюю компанию исключается не весь уставный капитал дочерней организации, а только та его часть, которая принадлежит материнской компании;
- в консолидированном балансе в разделе капитала необходимо ввести строку «Доля меньшинства», в которой указывается доля в активах, прибылях и убытках дочерней компании, которая не принадлежит материнской ни напрямую, ни косвенно через другие компании;
- в консолидированном отчёте о прибылях и убытках необходимо ввести строку «Доля меньшинства», в которой указывается доля меньшинства в прибыли или убытке дочерней организации[5].